# Hendrik Zeiler
Hendrik Willem Zeiler (Baarn, 20 januari 1884 - aldaar, 17 oktober 1941) was een Nederlandse plantageadministrateur. Hendrik was zoon van hoteleigenaar Christiaan Fredrich Zeiler en Berendina Philippina Sara van Fulpen.
Zijn vader Christiaan was kok en begon rond 1879 een hotel-pension in villa Dalhof aan de Dalweg in Baarn. Het kreeg later huisnummer 18 en stond links van het pand met het huidige (2023) Dalweg 16. De 'restauratie' zou worden afgebroken rond 1925, het sterfjaar van vader Christiaan. Als jongste zoon legde kleine Hendrik in 1886 als peuter de eerste steen van het nieuwe Hotel Zeiler bij station Baarn. 

## Suriname
Hendriks broer Eduard Zeiler was in 1904 directeur geworden van de cacao- en koffieplantage Sorgvliet aan de Commewijnerivier in Suriname. Ook Hendrik vertrok naar Suriname en werd in 1906 hoofdopzichter op de koffieplantage Mon Trésor aan de oever van de Beneden-Commewijne. De plantage had op dat moment 60 à 70 onder contract werkende immigranten in dienst. Op 1 december 1909 trouwde hij op plantage Berlijn in Beneden-Commewijne met Henriëtte Gerharda Bender, een dochter van een cacaoplanter. Henriëtte was een zuster van de vrouw van Hendriks broer Eduard Zeiler. Tussen 1909 en 1912 was Hendrik Zeiler directeur van cacao- en koffieplantage Johannisburg in het district Commewijne.

## Nederlands-Indië
In 1921 vertrok Hendrik naar Nederlands-Indië waar hij tot 1931 plantageadministrateur was van rubberonderneming Batoe Lawang op het eiland Java. Van 1928 woonden de Zeilers in Karang Anom op Oost-Java, vanaf 1932 in Bandoeng aan de Kromhoutweg 4. Tot 1934 was hij voorzitter van het werkcomité van bijstand voor crisiswerk van de Algemene Maatschappij voor Jongeren (AMVJ) en de Nederlandsch-Indische Plantersbond. Het gezamenlijke crisiswerk van beide organisaties was gericht op werkverschaffing van werkloos geraakte arbeiders in de vorm van kleine landbouw en veeteelt. Zeiler kreeg hierna de functie als secretaris van de afdeling Ned.-Indië van de Amsterdamsche Maatschappij voor Jonge Mannen.

## Terugkeer naar Nederland
In 1938 keerde Zeiler vanuit Batavia terug naar Nederland, waar hij in 1939 geregistreerd stond op het Baarnse adres Dalweg 9.
Hendrik Willem overleed op 57-jarige leeftijd en werd begraven op de Nieuwe begraafplaats in Baarn. Hun zoon Christiaan zou in 1944 als militair in Nederlands-Indië overlijden in een Japans krijgsgevangenkamp in Palembang.